# لغة كامل الموضوعية
لغة كامل الموضوعية أو الأو كامل هي التطبيق الرئيسي للغة البرمجة كامل والتي كتبها كل من زافيير ليروي وجيورم فويلون وداميان دوليجي وديديير ريمي وآخرين عام 1996. وتعمل لغة أو كامل على التوسع في لغة كامل الرئيسية مع مقومات توجهها موضوعي.
وتتضمن مجموعة أدوات لغة أو كامل مترجم على أعلى مستوى ومصنف بايت كود ومصنف شفرة أصلية مثالي. كما يضم مكتبة كبيرة قياسية تجعله مفيدا بالنسبة للكثير من التطبيقات الشبيهة كالبايثون أو البريل ويعد أيضا من مقومات البرمجة ذات التوجه الموضوعي والوحدوية بشكل كبير مما يجعله قابل للتطبيق بالنسبة لهندسة البرمجيات بصورة واسعة النطاق. وأو كامل هو البرنامج اللاحق لكامل لايت. وكلمة كامل هي اختصار للمصطلح Categorical Abstract Machine Language أو لغة الآلة المجردة المطلقة بالرغم من أو كامل تتخلى عن هذه الآلة المجردة.
كما أنه يتم إدارة مشروع أو كامل عبر مورد مفتوح وحر تحتفظ به شركة إنريا في الأساس. وفي السنوات الأخيرة، اشتقت العديد من اللغات الجديدة بعض عناصرها من الأو كامل وأكثرها شهرة هي #F وسكالا.

## الفلسفة
تشتهر تلك اللغات المشتقة من إم إل بأنظمتها النمطية الساكنة ومصنفات الاستدلال على النمط. كما توحد الأو كامل بين البرمجة الوظيفية والإلزامية والموضوعية تحت مظلة نظام طباعة شبيه بالإم إل. وهذا يعني أنه ليس هناك ضرورة لأن يكون مؤلف البرنامج معتادا على نموذج اللغة الوظيفية البحت من أجل استخدام الأو كامل.
ويمكن أن يساعد نظام النمط الساكن للأو كامل في التخلص من المشاكل أثناء التشغيل، إلا أنه يجبر المبرمج أيضا على التأقلم مع بعض القيود الخاصة بنظام الطباعة والتي تتطلب تفكيرا عميقا وانتباها شديدا. أما المصنف المستدل على النمط فهو يقلل بشدة من الحاجة لحواشي طباعة تفسيرية يدوية (على سيبل المثال لا تحتاج طباعة البيانات للمتغيرات وتوقيع الوظائف عادة أن يتم التصريح عنها علنا، كما تفعل في الجافا). وبالرغم من ذلك فإن الاستخدام الفاعل لنظام طباعة الأو كامل يمكن أن يحتاج إلى بعض التعقيدات من جانب المبرمج.
ويتم تمييز لغة أو كامل عن اللغات الأخرى بتأكيدها على الأداء. أولا فإن نظام نمطيتها الساكن يجعل عدم التوافق في الطباعة أثناء التشغيل أمرا مستحيلا ومن ثم يمكن تجنب الطباعة أثناء التشغيل والتدقيقات الأمنية التي تكون عبئا على أداء اللغات المطبوعة ديناميكيا بينما لا تزال تكفل الأمان أثناء التشغيل (فيما عدا حين يتم إغلاق ميزة تدقيق حدود الصفوف أو حين يتم استخدام ميزات طباعة معينة غير آمنة، وهي حالات نادرة بما يكفي يمكن تجنبها بسهولة عمليا).
وبغض النظر عن تدقيق الطباعة فإن لغات البرمجة الوظيفية هي بوجه عام تتحدى تصنيف شيفرة لغة الآلة ذات الكفاءة بسبب بعض الأمور مثل مشكلة «فانارج»، بالإضافة إلى الحلقة والسجل وتعليمات المثالية القياسية، فإن المصنف المثالي لأو كامل يقوم بتوظيف تقنيات تحاليل برامج ساكنة لجعل القيمة الخاصة بالفراغات الصندوقية وتقسيم الإغلاق أفضل بما يساعد على زيادة أداء الشفرة الناتجة حتى إذا كانت تستغل مقومات البرمجة الوظيفية بشكل مكثف.
وقد صرح زافير ليروي بأن «لغة أو كامل تعمل على الأقل على توصيل 50% من أداء مصنف السي المتواضع»، ولكن من الممكن إجراء مقارنة مباشرة. ويمكن تطبيق بعض وظائف المكتبة القياسية للأو كامل عبر أنظمة حسابية أسرع من الوظائف المكافئة في المكتبات القياسية للغات الأخرى. على سبيل المثال فإن تطبيق اتحاد معين في مكتبة الأو كامل أسرع بشكل متقارب من الوظيفة المكافئة في المكتبات القاسية للغات الإلزامية (مثل السي بلس بلس والجافا) لأن تطبيق الأو كامل يستغل ثبوت بعض المجموعات من أجل إعادة استخدام أجزاء من مجموعات المدخلات في النتائج (المثابرة).

## السمات
من بين سمات أوكامل: نظام نمطي ساكن، استدلال من النمط، تعدد الأشكال القياسي، تكرار اللاحقات، التطابق مع النموذج، إيقاف من الدرجة الأولى للمفردات، وحدات قياسية (فانكتور)، التعامل الاستثنائي وجمع القمامات الآلية الإضافية والتوليدية.
وتشتهر لغة أو كامل على وجه الخصوص بالتوسع في الاستدلال بالنمط بأسلوب إم إل نحو نظام موضوعي في اللغة ذات الهدف العام، ويتيح ذلك الطباعة الثانوية الهيكلية حيث تكون الأحرف المطبوعة متطابقة إذا كانت توقيعات طريقتها متوافقة أيضا بغض النظر عن موروثاتها المعروفة والسمة الغير معتادة في اللغات التي تطبع بطريقة ساكنة.
كما يتوافر سطح بيني للوظائف الغريبة ليتم ربطها ببدائيات لغة السي متضمنا دعما لغويا للصفوف العددية ذات الكفاءة في صياغات تتماشى مع كل من السي والفورتران. وتدعم لغة الأو كامل أيضا إنشاء مكتبات لوظائف الأو كامل يمكن ربطها بالبرنامج الرئيسي في السي بحيث يمكن للمرء توزيع مكتبة الأو كامل على مبرمجي السي الذين ليس لديهم أي معرفة أو ليس متاحا لديهم تطبيق الأو كامل.
ويتضمن توزيع أوكامل:
- معرّب قابل للتوسع ولغة كبيرة تسمى كاملب ي فور تسمح بالتوسع في تركيب جمل الأو كامل أو حتى استبدالها.
- أدوات وضع مفردات ومعرّبات تسمى أوكامليكس وأوكاملياك.
- مصحح أخطاء يدعم الرجوع للخلف للتحقق من الأخطاء.
- مولد وثائق
- محلل – لقياس الأداء
- مكتبات متعددة لأهداف عامة.

كما يتوافر مصنف شفرات أصلي للعديد من المنصات من بينها اليونكس والمايكروسوفت ويندوز والأبل ماك أو إس. كما يضمن مدعم توليد الشفرة الأصلية إمكانية نقل الهياكل الرئيسية بشكل ممتاز: IA-32, IA-64, AMD64, HP/PA; PowerPC, SPARC, Alpha, MIPS و StrongARM.
ويمكن تحرير شفرة البايت وبرامج الشفرة الأصلية بأسلوب متعدد المراحل مع إمكانية التحول إلى سياق وقائي. ومع ذلك نظرا لأن جامع القمامة ليس مصمم من أجل التزامن فليس هناك ميزة المعالجة المتعددة المتناسقة. تنفذ مراحل الأو كامل في نفس العملية عبر مشاركة الوقت فقط ك«فانكتوري وأوكمالنت/ بلازما»

## أمثلة على الشفرات
يمكن بكل سهولة دراسة قصاصات شفرة الأو كامل بإدخالها إلى «مستوى أعلى». وهذه هي جلسة أو كامل تفاعلية التي تطبع الأنماط الاستدلالية للتعبيرات الناتجة أو المحددة. يبدأ المستوى الأعلى من الأو كامل ببساطة عبر تنفيذ برنامج «أوكامل»:
```
$ ocaml
Objective Caml version 3.09.0
```

```
#
```

بعد ذلك يمكن إدخال الشفرة على الفور، على سبيل المثال لحساب 1+2*3:
```
# 1 + 2 * 3;;
- : int = 7
```

يستدل الأوكامل على نمط التعبير بكونه "int" (أي رقم صحيح دقيق ناتج عن الآلة) ويمنحنا الرقم "7"

### هالو وورلد
البرنامج التالي "hello.ml":
يمكن تصنيفه إلى شفرة بايت قابلة للتنفيذ:
```
$ ocamlc hello.ml -o hello
```

أو تصنيفه إلى شفرة مصدرية مثالية قابلة للتنفيذ:
```
$ ocamlopt hello.ml -o hello
```

ثم يتم تنفيذها بالطريقة التالية:
```
$./hello
Hello world!
$
```

### تلخيص قائمة مجموعة من الأعداد الصحيحة
القوائم هي أحد أنواع البيانات الرئيسية في الأو كامل. والمثال التالي للشفرة يحدد قيم دالة متكررة تقبل برهانا واحدا xs. وتتكرر الدالة عبر قائمة موجودة وتتيح لنا قيمة من عناصر الأرقام الصحيحة. بيان: التطابق Match" يعني وجود متشابهات: ومع عنصر التحول للغات السي بلس سي سي أو الجافا، بالرغم من أنه أمر أكثر عمومية.
```
let
 
rec
 
sum
 
xs
 
=

  
match
 
xs
 
with

    
[]
 
->
 
0

    
|
 
x
 
::
 
xs'
 
->
 
x
 
+
 
sum
 
xs'

```

```
# sum [1;2;3;4;5]؛;
- : int = 15
```

وهناك طريقة أخرى تكون باستخدام دالة الطي القياسية التي تنجح مع القوائم:
```
let
 
sum
 
xs
 
=

    
List
.
fold_left
 
(+)
 
0
 
xs

```

```
# sum [1;2;3;4;5]؛;
- : int = 15
```

### كويكسورت Quicksort
تعير لغة أو كامل نفسها للتعبير الدقيق لعمليات حسابية متكررة. المثال التالي على أحد الشفرات يستعين بعمليات حسابية شبيهة بالكويك سورت أو التصنيف السريع الذي يقوم بتصنيف أحد القوائم بترتيب متزايد ومتسرع.
```
 
let
 
rec
 
qsort
 
=
 
function

   
|
 
[]
 
->
 
[]

   
|
 
pivot
 
::
 
rest
 
->

       
let
 
is_less
 
x
 
=
 
x
 
<
pivot
 
in

       
let
 
left
,
 
right
 
=
 
List
.
partition
 
is_less
 
rest
 
in

       
qsort
 
left
 
@
 
[
pivot
]
 
@
 
qsort
 
right

```

### مفارقة عيد الميلاد
البرنامج التالي يقوم بحساب أصغر عدد من الأشخاص الموجودين في غرفة ما اولذين يكون احتمال تفرد يوم مولدهم بشكل كامل أقل من 50% (بما يسمى مفارقة عيد الميلاد حيث يكون الاحتمال بالنسبة لشخص واحد 100% بينما لشخصين 364/365... الخ) (الإجابة = 23).
```
 
let
 
year_size
 
=
 
365
.;;

 
let
 
rec
 
birthday_paradox
 
prob
 
people
 
=

     
let
 
prob'
 
=
 
(
year_size
 
-.
 
float
 
people
)
 
/.
 
year_size
 
*.
 
prob
  
in

     
if
 
prob'
 
<
0
.
5
 
then

         
Printf
.
printf
 
"answer = %d
\n
"
 
(
people
+
1
)

     
else

         
birthday_paradox
 
prob'
 
(
people
+
1
)
 
;;

 
birthday_paradox
 
1
.
0
 
1

```

### الأعداد الكنسية
الشفرة التالية تحدد تشفيرا للكنيسة وضعته للأعداد الطبيعية، مع عدد لاحق (succ) وعدد إضافي (add). الأعداد الكنسية هي دالة ذات مستوى أعلى تقبل الدالة f والقيمة x وتضيف f إلى x لعدد n من المرات. ولتحويل العدد الكنسي من قيمته الوظيفية إلى سلسلة معلومة نقوم بإدخاله على دالة تدخل السلسلة s إلى مدخلاتها والتسلسل الثابت " 0
```
let
 
zero
 
f
 
x
 
=
 
x

let
 
succ
 
n
 
f
 
x
 
=
 
f
 
(
n
 
f
 
x
)

let
 
one
 
=
 
succ
 
zero

let
 
two
 
=
 
succ
 
(
succ
 
zero
)

let
 
add
 
n1
 
n2
 
f
 
x
 
=
 
n1
 
f
 
(
n2
 
f
 
x
)

let
 
to_string
 
n
 
=
 
n
 
(
fun
 
k
 
->
 
"S"
 
^
 
k
)
 
"0"

let
 
_
 
=
 
to_string
 
(
add
 
(
succ
 
two
)
 
two
)

```

### الدالة العاملية دقيقة التحكم (المكتبات)
يمكن الوصول بشكل مباشر إلى مجموعة متنوعة من المكتبات من أوكامل. على سبيل المثال، تحتوي أو كامل على مكتبة مؤسسة بداخلها للعمليات الرياضية الدقيقة في التحكم. ونظرا لأن الدوال العاملية تتزايد بسرعة كبيرة، فهي سرعان ما تغمر الأعداد الدقيقة آليا (عادة 32 أو 64 بايت). ومن ثم فإن التحويل إلى عوامل أمر مناسب للعمليات الرياضية الدقيقة تحكميا.
في الأوكامل تتيح وحدة num عمليات حسابية دقيقة تحكميا ويمكن تحميلها إلى مستوى أعلى عامل باستخدام:
```
#
 
#
load
 
"nums.cma"
;;

#
 
open
 
Num
;;

```

يمكن بعد ذلك كتابة الدالة العاملية باستخدام عمليات عددية دقيقة تحكميا =/,*/ و-/:
```
#
 
let
 
rec
 
fact
 
n
 
=

    
if
 
n
 
=/
 
Int
 
0
 
then
 
Int
 
1
 
else
 
n
 
*/
 
fact
(
n
 
-/
 
Int
 
1
);;

val
 
fact
 
:
 
Num
.
num
 
->
 
Num
.
num
 
=
 
<
fun
>

```

ويمكن للدالة أن تقوم بحساب عوامل أكبر مثل 120!:
```
#
 
string_of_num
 
(
fact
 
(
Int
 
120
));;

-
 
:
 
string
 
=

"6689502913449127057588118054090372586752746333138029810295671352301633

55724496298936687416527198498130815763789321409055253440858940812185989

8481114389650005964960521256960000000000000000000000000000"

```

تركيب الجمل المرهق بالنسبة لعمليات Num يمكن التخفيف منه وذلك بفضل الامتداد «كامل بي فور سينتاكس» الذي يسمى الحمل الزائد المعين Delimited Overloafing:
```
#
 
#
require
 
"pa_do.num"
;;

#
 
let
 
rec
 
fact
 
n
 
=
 
Num
.
(
if
 
n
 
=
 
0
 
then
 
1
 
else
 
n
 
*
 
fact
(
n
-
1
));;

val
 
fact
 
:
 
Num
.
num
 
->
 
Num
.
num
 
=
 
<
fun
>

#
 
fact
 
Num
.
(
120
);;

-
 
:
 
Num
.
num
 
=

  
<
num
 
668950291344912705758811805409037258675274633313802981029567

  
135230163355724496298936687416527198498130815763789321409055253440

  
8589408121859898481114389650005964960521256960000000000000000000000000000
>

```

### المثلث (جرافيك)
البرنامج التالي "simple.ml" يقوم بتصميم مثلث دوار ثنائي الأبعاد باستخدام أوبن جل:
```
 
let
 
()
 
=

   
ignore
(
Glut
.
init
 
Sys
.
argv
);

   
Glut
.
initDisplayMode
 
~
double_buffer
:
true
 
()
;

   
ignore
 
(
Glut
.
createWindow
 
~
title
:
"OpenGL Demo"
);

   
let
 
angle
 
t
 
=
 
10
.
 
*.
 
t
 
*.
 
t
 
in

   
let
 
render
 
()
 
=

     
GlClear
.
clear
 
[
 
`
color
 
]
؛

     
GlMat
.
load_identity
 
()
;

     
GlMat
.
rotate
 
~
angle
:
 
(
angle
 
(
Sys
.
time
 
()
))
 
~
z
:
1
.
 
()
;

     
GlDraw
.
begins
 
`
triangles
;

     
List
.
iter
 
GlDraw
.
vertex2
 
[-
1
.,
 
-
1
.;
 
0
.,
 
1
.;
 
1
.,
 
-
1
.]
؛

     
GlDraw
.
ends
 
()
;

     
Glut
.
swapBuffers
 
()
 
in

   
GlMat
.
mode
 
`
modelview
;

   
Glut
.
displayFunc
 
~
cb
:
render
;

   
Glut
.
idleFunc
 
~
cb
:(
Some
 
Glut
.
postRedisplay
);

   
Glut
.
mainLoop
 
()

```

ويحتاج ذلك إلى روابط تربط بين لابل جل وأوبن جل. يمكن بعد ذلك تصنيف البرنامج إلى شفرة بايت باستخدام:
```
$ ocamlc -I +lablGL lablglut.cma lablgl.cma simple.ml -o simple
```

أو إلى شفرة مصدرية:
```
$ ocamlopt -I +lablGL lablglut.cmxa lablgl.cmxa simple.ml -o simple
```

ثم التنفيذ:
```
$./simple
```

وهو برنامج جرافيك ثنائي وثلاثي الأبعاد أكثر تطورا وتعقيدا وعالي الأداء تم تطويره بسهولة في الأو كامل. وبفضل استخدام أوبن جل فإن البرامج الناتجة لا تكون فقط بليغة وعلى قدر من الكفاءة ولكنها تكون أيضا ذات منصة تبادلية مصنفة دون أي تغير في كافة المنصات الرئيسية.

### تسلسل فيبوناتشي
الشفرة التالية تستطيع حساب تسلسل فيبوناتشي لعدد تم إدخاله نشير إليه ب «ن»، وهو يستعين بالتكرار للاحقة والتوافق النمطي:
```
let
 
rec
 
fib_aux
 
n
 
a
 
b
 
=

  
match
 
n
 
with

  
|
 
0
 
->
 
a

  
|
 
_
 
->
 
fib_aux
 
(
n
 
-
 
1
)
 
(
a
 
+
 
b
)
 
a
;;

let
 
fib
 
n
 
=
 
fib_aux
 
n
 
0
 
1
;;

```

من المحتمل أكثر كتابتها: [بحاجة لمصدر]
```
let
 
fib
 
n
 
=

  
let
 
rec
 
fib_aux
 
n
 
a
 
b
 
=

    
match
 
n
 
with

    
|
 
0
 
->
 
a

    
|
 
_
 
->
 
fib_aux
 
(
n
 
-
 
1
)
 
(
a
 
+
 
b
)
 
a

  
in

  
fib_aux
 
n
 
0
 
1
;;

```

## اللغات المشتقة

### ميتا أو كامل
ميتا أو كامل  هو امتدادا لبرمجية متعددة الاستخدامات من أوكامل تمكن من التصنيف الإضافي لشفرات آلات جديدة خلال وقت التشغيل. وتحت ظروف معينة يمكن حدوث بعض التسارع الواضح باستخدام البرمجة متعددة المراحل نظرا لتوافر المزيد من المعلومات التفصيلية حول البيانات التي ينبغي معالجتها في وقت التشغيل أكثر من تلك في وقت التصنيف المعتاد، لذلك يمكن للمصنف الإضافي التخلص من الكثير من حالات تفقد الظروف... الخ.
فعلى سبيل المثال: إذا كان من المعروف أنه في وقت التصنيف يكون من المطلوب وجود دالة قوة محددة x -> x^n باستمرار، ولكن القيمة «ن» معلومة وقت في وقت التشغيل، فبإمكانك استخدام دالة قوة ذات مرحلتين في الميتا أوكامل:
```
 
let
 
rec
 
power
 
n
 
x
 
=

   
if
 
n
 
=
 
0

   
then
.<
1
>.

   
else

     
if
 
even
 
n

     
then
 
sqr
 
(
power
 
(
n
/
2
)
 
x
)

     
else
.<.~
x
 
*.
 
~(
power
 
(
n
-
1
)
 
x
)>.

```

وبمجرد أن تعلم قيمة «ن» وقت التشغيل يمكنك أن تتولد دالة قوة سريعة للغاية ومتخصصة أيضا:
.<fun x ->.~(power 5.<x>.)>.
فتكون النتيجة:
```
 
fun
 
x_1
 
->
 
(
x_1
 
*

     
let
 
y_3
 
=
 
         
let
 
y_2
 
=
 
(
x_1
 
*
 
1
)

         
in
 
(
y_2
 
*
 
y_2
)

     
in
 
(
y_3
 
*
 
y_3
))

```

ويتم جمع الدالة الجديدة تلقائيا:

### لغات مشتقة أخرى
أتومكامل وتتيح تزامما بدائيا بالنسبة للتطبيق شديد الصغر للشفرة.
- إيميلي وهي مجموعة فرعية من الأوكامل تستعين بمتحقق من قاعدة تصميم لفرض مبادئ الإمكانية الموضوعية (الأمان)".
- F# وهي لغة Microsoft.net تعتمد على أوكامل.
- فريش أو كامل وهي تسهل التلاعب بالأسماء والروابط
- جي كامل وهي تضيف أشكالا متعددة للأو كامل وبالتالي تساعد على العبء الزائد والتنظيم الآمن للنمط.
- جوكامل تقوم بدمج البنيات لتطوير برامج موزعة ومتكررة
- أو كامل ديوس يتوسع في الوكامل مع بعض المميزات مثل تعبيرات إكس إم إل وأنماط التعبير المعتادة.
- أوكامل بي ثري آي وهو نظام برمجة متوازي يعتمد على الأوكامل ولغة بي ثري إل.

## برامج مكتوبة بلغة أوكامل
- إف إف تي دبليو FFTW – برنامج مكتبي لحساب تحولات فوريير المنفصلة. وقد تم توليد عدة روتينات للسي عبر برنامج أوكامل تسمة genfft.
- يونيسون- برنامج لتزامن الملفات ليقوم بعمل تزامن للملفات الموجود في دليلين.
- جالاكس- تطبيق لإكس كويري XQuery ذو مورد مفتوح.
- إم إل دونكي- أداة نقل من رفيق لآخر تعتمد على شبكة إي دونكي نتوورك EDonkey Nework.
- جينويب – برنامج لعلم الأنساب ذو منصة متعددة ومصدر مفتوح.
- مصنف هاكس- مصنف مجاني ذو مصدر مفتوح للغة برمجة هاكسي
- فراما سي- إطار لتحليل برامج السي.
- ليكويد سوب- ليكويد سوب هو مولد تيارات صوتية لمشروع سافونت Savonet ويستخدم بشكل ملحوظ لتوليد تيارات نراديوز netradio.
- كوكسينيلي – كوكسينيلي هو محرك لتحويل وتطابق أي برنامج يتيح لغة إس إم بي إل (Semantic Patch Lamguage) لتحديد توافقات وتحولات مرغوبة في شفرة السي.
- سي سلاست- أداة للدمج بين LA+EUF
- أورباي- سطر أمري في حاسبة آر بي إن
- كوك- نظام إدارة ثابت رسميا
- أوسيجين – إطار تطوير للموقع الإليكتروني
- ميراج- نظام تشغيل لإنشاء تطبيقات برمجية لشبكات آمنة عالية الأداء يمكن الاعتماد عليها عبر مجموعة متنوعة من المنصات المتحركة والتي تقوم بحساب الحشود.

وقد اتخذت شركة جين ستريت كابيتال التجارية الخاصة لغة أو كامل لتكون لغتها المفضلة.

## وصلات خارجية
- Caml language family official website
  - OCaml libraries
- OCaml tutorial for C, C++, Java and Perl programmers
- Jason Hickey book نسخة محفوظة 2 أكتوبر 2013 على موقع واي باك مشين.
- A basic OCaml tutorial
- A Tutorial with a practical approach.
- OCamlcore Planet aggregation of people and institutional feeds about OCaml.
- OCamlForge a free service to Open Source OCaml developers offering easy access to the best in source control management, mailing lists, bug tracking, message boards/forums, task management, site hosting, permanent file archival, full backups, and total web-based administration.
- OCaml Batteries Included, a community-built standard library for OCaml
- OCaml-Java, OCaml for Java
- OCamIL, an OCaml compiler for دوت نت فراموورك
- LablGL and LablGTK مكتبة الرسوميات المفتوحة+ bindings (LablGL) and جتك+ bindings (LablGTK)
- Newest Ocaml Projects on Sourceforge[وصلة مكسورة]
- Comparison of the speed of various languages including Ocaml
- MetaOCaml home page
- the GODI package manager for OCaml
- Ocamlwizard